# Michail Alperin

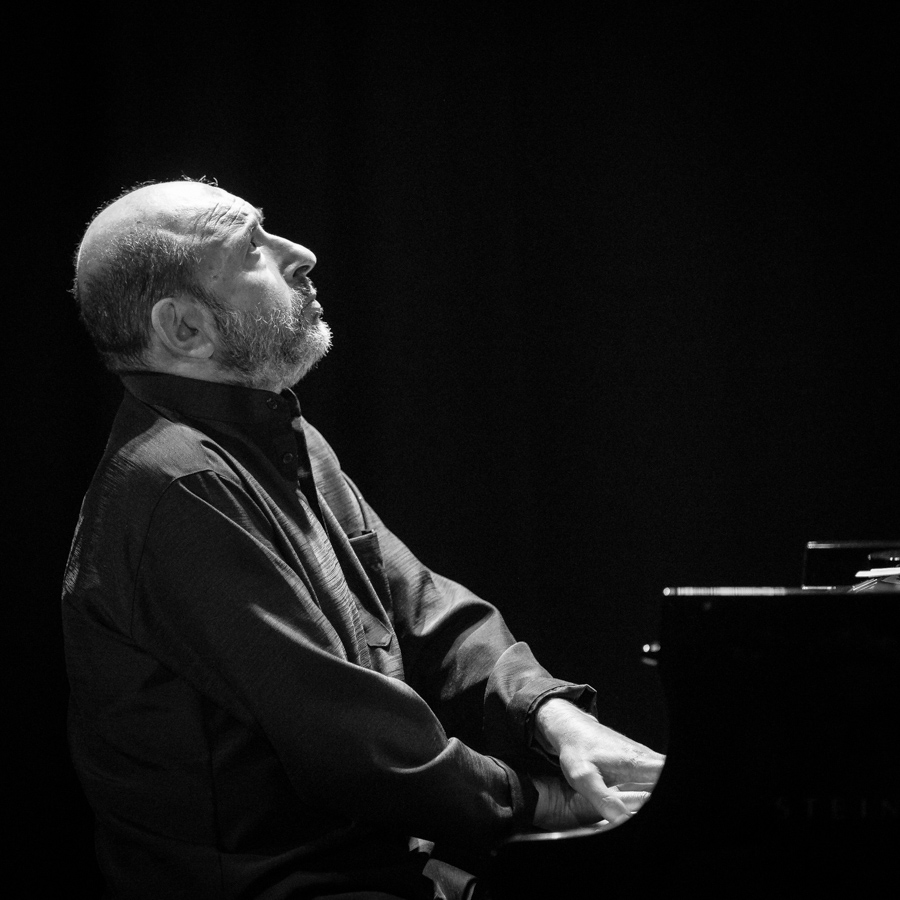
Michail Alperin (2017)

Michail Jefimowitsch Alperin (ukrainisch Миха́йло Юхи́мович Альпе́рін, auch Миша Альперин Mischa Alperin; * 7. November 1956 in Kamenez-Podolski, Ukrainische SSR, Sowjetunion (heute: Kamjanez-Podilskyj, Ukraine); † 11. Mai 2018 in Oslo, Norwegen) war ein Jazz-Pianist (gelegentlich auch Melodicaspieler), der unter dem Namen Mikhail Alperin bzw. Misha Alperin bekannt war.

## Leben und Wirken
Alperin wuchs in Bessarabien auf und absolvierte bis 1976 ein klassisches Klavierstudium. Seit 1977 arbeitete er als freischaffender Arrangeur, Komponist und Musiker. 1980 gründete er mit Simon Shirman eine der ersten moldauischen Jazzbands, ein Quartett, das sich der Verbindung von Jazz und Folk-Elementen widmete.
In Moskau lernte er den Hornisten des Moskauer Sinfonieorchesters und des Bolschoi-Theaters Arkadi Schilkloper kennen, mit dem er 1989 das international beachtete Album Waves of Sorrow einspielte. Später kam zu dem Duo der Sänger und Klarinettist Sergei Starostin hinzu. Die Formation nahm unter dem Namen Moscow Art Trio mehrere Alben auf und absolvierte Auftritte auf internationalen Festivals.
Seit 1993 lebte Alperin in Norwegen, wo er als Professor Klavier an der Musikakademie Oslo unterrichtete. 1995 arrangierte er in Sofia die Stücke für ein Konzert mit dem bulgarischen Chor Angelite, dem südsibirischen Ensemble Huun-Huur-Tu und Sergei Starostin.
Alperin komponierte Werke für Kinderchor und für Kammerorchester, ein Jazzballett und ein Konzert für Flügelhorn, Klavier und Orchester.
Der Musiker erlag in Oslo einem langen Krebsleiden.

## Diskographie (Auswahl)
- Wave of Sorrow mit Arkady Shilkloper, ECM 1989
- Mikhail Alperin – Arkady Shilkloper – Sergei Starostin Prayer, Silex Records 1993
- Moscow Art Trio Prayer mit Arkady Shilkloper und Sergey Starostin, Jaro 1996
- North Story mit Tore Brunborg, Jon Christensen, Terje Gewelt und Arkady Shilkloper, ECM 1996
- Moscow Art Trio Hamburg Concert mit Arkady Shilkloper und Sergey Starostin, ECM 1996
- First Impression, ECM, 1997
- Live in Grenoble mit Arkady Shilkloper, Boheme 2000
- Portrait, Jaro 2000
- At Home, ECM 2001
- Her First Dance, ECM 2008, mit Arkady Shilkloper und Anja Lechner
- Prayers and Meditations, Jaro 2015